# Župnija Sveti Duh - Veliki Trn
Župnija Sveti Duh - Veliki Trn je rimskokatoliška teritorialna župnija Dekanije Leskovec Škofije Novo mesto.
Do 7. aprila 2006, ko je bila ustanovljena Škofija Novo mesto, je bila župnija del Nadškofije Ljubljana.

## Sakralni objekti
| #  | Slika                     | Cerkev                           | Kraj             |
| -- | ------------------------- | -------------------------------- | ---------------- |
| 1. | Klikni za spremembo slike | Cerkev sv. Duha                  | Mali Trn         |
| 2. | Klikni za spremembo slike | Cerkev sv. Andreja               | Dalce            |
| 3. | Klikni za spremembo slike | Cerkev sv. Primoža in Felicijana | Gorenja Lepa vas |
| 4. | Klikni za spremembo slike | Cerkev sv. Vida                  | Ravni            |